# Amid vápenatý
Amid vápenatý (Ca(NH2)2) je chemická sloučenina vápníku s dusíkem a vodíkem (patří mezi anorganické amidy kovů alkalických zemin).

## Příprava
Amid vápenatý se připravuje mletím hydridu vápenatého v kulovém mlýnu v atmosféře amoniaku (při tomto postupu jako znečištěnina zůstává v produktu část nezreagovaného hydridu vápenatého, který usnadňuje rozklad při zahřívání):
{\displaystyle {\mathsf {CaH_{2}+2NH_{3}{\xrightarrow {20^{o}C}}\ Ca(NH_{2})_{2}+2H_{2}}}}
nebo proháněním amoniaku nad zahřátám kovovým vápníkem:
{\displaystyle {\mathsf {Ca+2\ NH_{3}\ {\xrightarrow {T^{o}C}}\ Ca(NH_{2})_{2}+H_{2}}}}

## Vlastnosti
Samovolně vzplane při styku s vodou.
Při zahřívání se rozkládá za vzniku buď nitridu vápenatého:
{\displaystyle {\mathsf {3\ Ca(NH_{2})_{2}\ {\xrightarrow {T^{o}C}}\ Ca_{3}N_{2}+4\ NH_{3}}}}
nebo za vzniku imidu vápenatého:
{\displaystyle {\mathsf {Ca(NH_{2})_{2}\ {\xrightarrow {<500^{o}C}}\ CaNH+NH_{3}}}}
imid vápenatý vzniká i při relativně nízkých teplotách v přítomnosti (znečištění) hydridu vápenatého:
{\displaystyle {\mathsf {Ca(NH_{2})_{2}+CaH_{2}\ {\xrightarrow {T^{o}C}}\ 2CaNH+2H_{2}}}}

## Použití
Používá se při katalytické izomerizaci alkadienů.

## Podobné sloučeniny

### Shodný kation
- Imid vápenatý
- Nitrid vápenatý
- Hydrid vápenatý

### Shodný anion
- Amid barnatý
- Amid strontnatý
- Amid sodný
- Amid draselný